# Святочные рассказы (Лесков)
«Святочные рассказы» — цикл рассказов русского писателя Николая Лескова, написанных в 1882—1886 годах. Впервые книга вышла в 1886 году. 

## Состав
- «Жемчужное ожерелье»
- «Неразменный рубль»
- «Зверь»
- «Приведение в инженерном замке»
- «Отборное зерно»
- «Обман» («Ветренники»)
- «Штопальщик» («Московский козырь»)
- «Жидовская кувырколлегия»
- «Дух госпожи Жанлис»
- «Старый гений»
- «Путешествие с нигилистом»
- «Маленькая ошибка»
- «Пугало»

## Художественные особенности
От святочного рассказа непременно требуется, чтобы он был приурочен к событиям святочного вечера – от рождества до крещения, чтобы он был сколько-нибудь фантастичен, имел какую-нибудь мораль, хоть вроде опровержения вредного предрассудка, и наконец – чтобы он оканчивался неизменно весело. В жизни таких событий бывает не много, и потому автор неволит себя выдумывать и сочинять фабулу, подходящую к программе. А через это в святочных рассказах и замечается большая деланность и однообразие.
В одном из писем Лесков так писал о святочных рассказах: «Форма рождественского рассказа сильно поизносилась. Она была возведена в перл в Англии Диккенсом. У нас не было хороших рождественских рассказов с Гоголя до "Запечатленного ангела". В предисловии к сборнику Лесков писал: «Из этих рассказов только немногие имеют элемент чудесного — в смысле сверхчувственного и таинственного. В прочих причудливое или загадочное имеет свои основания не в сверхъестественном или сверхчувственном, а истекает из свойств русского духа и тех общественных веяний, в которых для многих, – и в том числе для самого автора, написавшего эти рассказы, заключается значительная доля странного и удивительного». Хотя Дмитрий Лихачёв из-за сборника Лескова называл его «русским Диккенсом», Сергей Дмитриенко отмечает, что хотя Лесков развивает Диккенса не менее остро передава<я> проблемы социального неравенства и несправедливости  показыва<я> актуальные явления российского общества, Лесков часто отступает от канонов Диккенса и рождественского рассказа, игнорируя такие требования, как «совершенно неожиданный весёлый конец» и «чтобы <рассказ> оканчивался неизменно весело».
По мнению Д. С. Мирского, цикл входит в число написанных в 1880-е годы «самых роскошных, самых оригинальных его рассказов», в которых наиболее ярко проявилось использование характерной для Лескова техники сказа.